# Casarejos

Umístění obce v provincii Soria

Casarejos je španělská obec v provincii Soria v autonomním společenství Kastilie a León. Roku 2004 zde žilo 256 obyvatel, rozloha činí 28,08 km².